# Queen's Club Championships 2000
I Queen's Club Championships 2000 (conosciuti pure come Stella Artois Championships per motivi di sponsorizzazione) sono stati un torneo di tennis giocato sull'erba. È stata la 107ª edizione dei Queen's Club Championships e faceva parte della categoria International Series nell'ambito dell'ATP Tour 2000. Si è giocato al Queen's Club di Londra in Inghilterra, dal 12 al 19 giugno 2000.

## Campioni

### Singolare
Lleyton Hewitt ha battuto in finale  Pete Sampras con il punteggio di 6–4, 6–4.

### Doppio
Todd Woodbridge /  Mark Woodforde hanno battuto in finale  Jonathan Stark /  Eric Taino con il punteggio di 7–6(2), 6–4.